# Elisabeth Welch
Elisabeth Welch (27 de febrero de 1904 – 15 de julio de 2003) fue una cantante, actriz y artista del espectáculo estadounidense, con una carrera que se prolongó a lo largo de siete décadas. Sus canciones más conocidas fueron "Stormy Weather", "Love for Sale" y "Far Away in Shanty Town". Aunque estadounidense, la mayor parte de su carrera se desarrolló en el Reino Unido.

## Primeros años
Su nombre completo era Elisabeth Margaret Welch, y nació en Englewood, Nueva Jersey, donde su padre era el jardinero jefe de una finca. Por parte de su padre ella tenía ascendencia indígena y afroamericana, y por la de su madre escocesa e irlandesa. Su familia era de creencia cristiana baptista, y ella empezó a cantar formando parte del coro de una iglesia con ocho años.
Tras finalizar la high school se había pensado que se dedicara al trabajo social, pero en vez de eso ella eligió dedicarse a la canción de manera profesional. Así, empezó su carrera en 1922 en Nueva York, viajando en 1929 a Europa, primero a París y después a Londres, ciudad en la que se asentó definitivamente.

## Carrera profesional
Tras su primera actuación en 1922 en los Estados Unidos, en la obra Liza, Elisabeth Welch fue la cantante inicial del tema  Charleston en el show Runnin' Wild (1923). En los años 1920 actuó en shows afroamericanos representados en el circuito de Broadway, entre ellos Chocolate Dandies (1924) y Blackbirds of 1928 (1928-9), y grabó un disco antes de trasladarse a Europa, "Doin' The New Lowdown", b/w 'Digga Digga Do", como vocalista del grupo de Irving Mills, "Hotsy Totsy Gang" (Brunswick Records 4014, 27 de julio de 1928).
Una vez en París, entre 1929 y 1930, siguiendo los pasos de la artista Josephine Baker, trabajó en diferentes shows de cabaret, con actuaciones en el Moulin Rouge.
Le solicitaron volver a Nueva York, donde sustituyó a una cantante en The New Yorkers (1930-1931) e interpretó la controvertida canción de Cole Porter "Love for Sale". Más adelante el compositor se encontró con ella en París, invitándola a cantar su canción "Solomon" en Nymph Errant en Londres en 1933. Ese mismo año, antes de representar dicho show, Welch recibió permiso para trabajar en Londres en Dark Doings, espectáculo en el que cantó "Stormy Weather", canción escrita por Harold Arlen y Ted Koehler. Esa canción pasó a ser más adelante su indicativo musical.
La sensacional actuación de Welch en Nymph Errant fue vista por Ivor Novello, y en 1935 él le ofreció un papel en su show Glamorous Night, en el cual ella cantó "Far Away in Shanty Town".
A finales de los años 1930, Welch entró en dos medios: actuó en el cine – habitualmente como cantante, incluyendo dos filmes con Paul Robeson – y fue una de las primeras artistas en trabajar en televisión, actuando en el nuevo servicio de la BBC emitido desde Alexandra Palace.
Durante la Segunda Guerra Mundial, ella permaneció en Londres, a pesar del Blitz, y durante ese tiempo también se dedicó al entretenimiento de las tropas, al igual que hicieron otros muchos artistas.
Tras la guerra trabajó en muchos espectáculos en los Teatros del West End, revistas incluidas. También siguió con sus actuaciones en la radio y la televisión, participando incluso en una pantomima, Aladdin. Welch interpretó también, y hasta 1990, espectáculos en solitario. Formó parte de la Royal Variety Performance en los años 1979 y 1986, y en 1979 su grabación de "Stormy Weather" fue utilizada por Derek Jarman en su película Tempest, basada en la obra de Shakespeare.
Welch volvió en 1980 a Nueva York para actuar en Black Broadway, tras una ausencia de casi cincuenta años, actuando en la ciudad nuevamente en 1986, obteniendo gracias a su show en solitario un Premio Obie. Además, fue nominada a un Tony por su actuación en Jerome Kern Goes to Hollywood.
Su última actuación, para un documental televisivo, tuvo lugar en 1996, a los 93 años de edad, y en la misma cantó su tema, "Stormy Weather".

## Vida personal
Welch se casó en 1928 con Luke Smith, un músico. La pareja permaneció unida hasta la muerte de él en 1936. No tuvieron hijos.
Elisabeth Welch falleció en 2003, a los 99 años de edad, en Northwood, Londres.

## Actuaciones teatrales
- 1922 : Liza (Broadway)
- 1923 : Running Wild (Broadway)
- 1924 : Chocolate Dandies (Broadway)
- 1928 : Blackbírds of 1928 (Broadway)
- 1929 : Cabaret (Moulin Rouge, París)
- 1930 : Cabaret (Le Boeuf sur le Toit, París)
- 1931 : The New Yorkers (Broadway)
- 1933 : Dark Doings (Leicester Square Theatre, Londres)
- 1933 : Nymph Errant (Adelphi Theatre, Londres)
- 1935 : Glamorous Night (Teatro Drury Lane, Londres)
- 1936 : Let's Raise the Curtain (Victoria Palace, Londres)
- 1937 : Its in the Bag (Saville Theatre, Londres)
- 1938 : All the Best (Opera House Theatre, Blackpool)
- 1941 : No Time for Comedy (Comedy Theatre, Londres)
- 1942 : Sky High (Phoenix Theatre, Londres)
- 1944 : Happy and Glorious (London Palladium)
- 1947 : Twopenny Coloured
- 1949 : Oranges and Lemons
- 1951 : Penny Plain
- 1959 : The Crooked Mile (Londres)
- 1962 : Cindy Ella (Londres)
- 1973 : Pippin (Londres)
- 1980 : Black Broadway (Broadway)

## Filmografía
- Death At Broadcasting House (1934)
- Soft Lights And Sweet Music (1936)
- Song of Freedom (1936)
- Calling All Stars (1937)
- Big Fella (1937)
- Over the Moon (1939)
- Alibi (1942)
- Fiddlers Three (1944)
- Dead of Night (1945)
- Our Man in Havana (1959)
- Girl Stroke Boy (1971)
- La venganza de la Pantera Rosa (1978)
- Arabian Adventure (1979)
- The Tempest (1979)